# Долгий (Брянская область)
Долгий (Долгое) — посёлок в Карачевском районе Брянской области, в составе Карачевского городского поселения. 

Расположен в 2 км к западу от села Алымова, на шоссе А141 Брянск—Орёл. 
 Население — 16 человек (2010).

## История
Упоминается с XIX века как слободка (первоначальное название — Долгое Болото). 
 С 1930-х гг. до 2005 входил в Первомайский сельсовет.
| Годы      | 1926 | 1979 | 1989 | 2002 | 2010 |
| --------- | ---- | ---- | ---- | ---- | ---- |
| Население | 66   | 25   | 19   | 15   | 16   |